# تصفيات كأس العالم 2022 – آسيا الجولة الثالثة
ستُلعب الجولة الثالثة من التصفيات الآسيوية المؤهلة لكأس العالم 2022 في الفترة من سبتمبر 2021 إلى مارس 2022.

## نظام المسابقة
قُسِمت المنتخبات الإثني عشر التي تأهلت من الدور الثاني (متصدرو المجموعات الثمان باستثناء منتخب قطر، وأفضل خمسة وصفاء من حيث النقاط) إلى مجموعتين من ستة فرق تلعب مباريات ذهابًا وإيابًا. سيتأهل أول فريقين من كل مجموعة إلى كأس العالم لكرة القدم 2022، وسينتقل الفريقان صاحبا المركز الثالث إلى الملحق الآسيوي، تصدرت قطر مجموعتها في الجولة الثانية مما يعني أنها تأهلت إلى كأس آسيا 2023 لكنها لم تشارك في الدور الثالث لكونها مستضيفة كأس العالم.
سحبت قرعة الدور الثالث في 1 يوليو 2021.

## المنتخبات المتأهلة
| مجموعة (الجولة الثانية) | الفائزون                 | الوصيف ( أفضل 5 ) |
| ----------------------- | ------------------------ | ----------------- |
| A                       | سوريا                    | الصين             |
| B                       | أستراليا                 | -                 |
| C                       | إيران                    | العراق            |
| D                       | السعودية                 | -                 |
| E                       | قطر                      | عمان              |
| F                       | اليابان                  | -                 |
| G                       | الإمارات العربية المتحدة | فيتنام            |
| H                       | كوريا الجنوبية           | لبنان             |

## القرعة
سوف يعتمد توزيع المنتخبات على تصنيف FIFA العالمية لشهر مايو 2021.
- يحتوي الوعاء 1 على الفرق المصنفة من 1 إلى 2.
- يحتوي الوعاء 2 على الفرق المصنفة 3-4.
- يحتوي الوعاء 3 على الفرق المصنفة 5-6.
- يحتوي الوعاء 4 على الفرق المصنفة 7-8.
- يحتوي الوعاء 5 على الفرق المصنفة 9-10.
- يحتوي الوعاء 6 على الفرق المصنفة 11-12.

تحتوي كل مجموعة على منتخب واحد من كل من وعاء، وحدد الوعاء الذي ينتمي آليه الفريق بناءً على تصنيف الفيفا لشهر مايو.
| وعاء 1                                         | وعاء 2                                  | وعاء 3                          |
| ---------------------------------------------- | --------------------------------------- | ------------------------------- |
| 1. اليابان (28) 2. إيران (31)                  | 1. كوريا الجنوبية (39) 2. أستراليا (41) | 1. السعودية (65) 2. العراق (68) |
| وعاء 4                                         | وعاء 5                                  | وعاء 6                          |
| 1. الإمارات العربية المتحدة (73) 2. الصين (77) | 1. سوريا (79) 2. عمان (80)              | 1. فيتنام (92) 2. لبنان (93)    |

## الجدول
بسبب وباء COVID-19 في آسيا، أعلن الفيفا في 12 أغسطس 2020 أن المباريات التأهيلية القادمة المقرر عقدها في الأصل لعام 2020 قد تم نقلها إلى 2021، وفي 11 نوفمبر، أعلنت لجنة مسابقات الاتحاد الآسيوي أن الجولة النهائية من التصفيات من البطولة ستبدأ في سبتمبر 2021 وتنتهي بحلول مارس 2022.
| الجولة    | تاريخ          | التاريخ الأصلي |
| --------- | -------------- | -------------- |
| الجولة 1  | 2 سبتمبر 2021  | 3 سبتمبر 2020  |
| الجولة 2  | 7 سبتمبر 2021  | 8 سبتمبر 2020  |
| الجولة 3  | 7 أكتوبر 2021  | 13 أكتوبر 2020 |
| الجولة 4  | 12 أكتوبر 2021 | 12 نوفمبر 2020 |
| الجولة 5  | 11 نوفمبر 2021 | 17 نوفمبر 2020 |
| الجولة 6  | 16 نوفمبر 2021 | 25 مارس 2021   |
| الجولة 7  | 27 يناير 2022  | 30 مارس 2021   |
| الجولة 8  | 1 فبراير 2022  | 8 يونيو 2021   |
| 9 الجولة  | 24 مارس 2022   | 7 سبتمبر 2021  |
| 10 الجولة | 29 مارس 2022   | 12 أكتوبر 2021 |

## المجموعات

### المجموعة A
| م | الفريق                   | لعب | ف | ت | خ | أ.له | أ.ع | أ.ف | نقاط | التأهل                           |     |     |     |     |     |     |     |
| - | ------------------------ | --- | - | - | - | ---- | --- | --- | ---- | -------------------------------- | --- | --- | --- | --- | --- | --- | --- |
| 1 | إيران                    | 10  | 8 | 1 | 1 | 15   | 4   | +11 | 25   | تأهل الى نهائيات كأس العالم 2022 |     | —   | 1–1 | 1–0 | 1–0 | 1–0 | 2–0 |
| 2 | كوريا الجنوبية           | 10  | 7 | 2 | 1 | 13   | 3   | +10 | 23   | تأهل الى نهائيات كأس العالم 2022 |     | 2–0 | —   | 1–0 | 0–0 | 2–1 | 1–0 |
| 3 | الإمارات العربية المتحدة | 10  | 3 | 3 | 4 | 7    | 7   | 0   | 12   | التأهل الى الملحق                |     | 0–1 | 1–0 | —   | 2–2 | 2–0 | 0–0 |
| 4 | العراق                   | 10  | 1 | 6 | 3 | 6    | 12  | −6  | 9    |                                  |     | 0–3 | 0–3 | 1–0 | —   | 1–1 | 0–0 |
| 5 | سوريا                    | 10  | 1 | 3 | 6 | 9    | 16  | −7  | 6    |                                  | 0–3 | 0–2 | 1–1 | 1–1 | —   | 2–3 |     |
| 6 | لبنان                    | 10  | 1 | 3 | 6 | 5    | 13  | −8  | 6    |                                  | 1–2 | 0–1 | 0–1 | 1–1 | 0–3 | —   |     |

| كوريا الجنوبية | 0–0                        | العراق |
| -------------- | -------------------------- | ------ |
|                | Report (FIFA) Report (AFC) |        |

| إيران                 | 1–0                        | سوريا |
| --------------------- | -------------------------- | ----- |
| - علي رضا جهانبخش 56' | Report (FIFA) Report (AFC) |       |

| الإمارات العربية المتحدة | 0–0                        | لبنان |
| ------------------------ | -------------------------- | ----- |
|                          | Report (FIFA) Report (AFC) |       |

| كوريا الجنوبية       | 1–0                        | لبنان |
| -------------------- | -------------------------- | ----- |
| - كوون تشانغ هون 59' | Report (FIFA) Report (AFC) |       |

| سوريا             | 1–1                        | الإمارات العربية المتحدة |
| ----------------- | -------------------------- | ------------------------ |
| - محمود البحر 64' | Report (FIFA) Report (AFC) | - علي مبخوت 12'          |

| العراق | 0–3                        | إيران                                                   |
| ------ | -------------------------- | ------------------------------------------------------- |
|        | Report (FIFA) Report (AFC) | - علي رضا جهانبخش 3' - مهدي طارمي 69' - علي جولزاده 90' |

| كوريا الجنوبية                          | 2–1                        | سوريا           |
| --------------------------------------- | -------------------------- | --------------- |
| - هوانغ إن-بيوم 47' - سون هيونغ مين 88' | Report (FIFA) Report (AFC) | - عمر خربين 83' |

| العراق | 0–0                        | لبنان |
| ------ | -------------------------- | ----- |
|        | Report (FIFA) Report (AFC) |       |

| الإمارات العربية المتحدة | 0–1                        | إيران          |
| ------------------------ | -------------------------- | -------------- |
|                          | Report (FIFA) Report (AFC) | مهدي طارمي 70' |

| إيران               | 1–1                        | كوريا الجنوبية    |
| ------------------- | -------------------------- | ----------------- |
| علي رضا جهانبخش 76' | Report (FIFA) Report (AFC) | سون هيونغ مين 48' |

| الإمارات العربية المتحدة     | 2–2                        | العراق                                   |
| ---------------------------- | -------------------------- | ---------------------------------------- |
| - Caio 34' - علي مبخوت 90+4' | Report (FIFA) Report (AFC) | - محمد العطاس 74' (ه.ذ.) - أيمن حسين 89' |

| سوريا                            | 2–3                        | لبنان                               |
| -------------------------------- | -------------------------- | ----------------------------------- |
| - عمر خربين 20' - عمر السومة 64' | Report (FIFA) Report (AFC) | - محمد قدوح 45+1'، 45+3' - Saad 53' |

| كوريا الجنوبية              | 1–0                        | الإمارات العربية المتحدة |
| --------------------------- | -------------------------- | ------------------------ |
| - هوانغ هي-تشان 36' (ركلة.) | Report (FIFA) Report (AFC) |                          |

| لبنان      | 1–2                        | إيران                                    |
| ---------- | -------------------------- | ---------------------------------------- |
| - Saad 37' | Report (FIFA) Report (AFC) | - سردار آزمون 90+1' - أحمد نورالهي 90+5' |

| العراق                     | 1–1                        | سوريا            |
| -------------------------- | -------------------------- | ---------------- |
| - أمير العماري 86' (ركلة.) | Report (FIFA) Report (AFC) | - عمر السومة 79' |

| العراق | 0–3                        | كوريا الجنوبية                                                    |
| ------ | -------------------------- | ----------------------------------------------------------------- |
|        | Report (FIFA) Report (AFC) | - لي جاي سونغ 33' - سون هيونغ مين 74' (ركلة.) - جيونغ وو يونغ 80' |

| سوريا | 0–3                        | إيران                                                           |
| ----- | -------------------------- | --------------------------------------------------------------- |
|       | Report (FIFA) Report (AFC) | - سردار آزمون 33' - إحسان حاج صفي 42' (ركلة.) - علي جولزاده 89' |

| لبنان | 0–1                        | الإمارات العربية المتحدة |
| ----- | -------------------------- | ------------------------ |
|       | Report (FIFA) Report (AFC) | علي مبخوت 85' (ركلة.)    |

| لبنان | 0–1                        | كوريا الجنوبية      |
| ----- | -------------------------- | ------------------- |
|       | Report (FIFA) Report (AFC) | - تشو غو سونغ 45+1' |

| إيران            | 1–0                        | العراق |
| ---------------- | -------------------------- | ------ |
| - مهدي طارمي 48' | Report (FIFA) Report (AFC) |        |

| الإمارات العربية المتحدة      | 2–0                        | سوريا |
| ----------------------------- | -------------------------- | ----- |
| - Caio 43' - يحيى الغساني 70' | Report (FIFA) Report (AFC) |       |

| لبنان             | 1–1                        | العراق          |
| ----------------- | -------------------------- | --------------- |
| - ماهر صبرا 45+2' | Report (FIFA) Report (AFC) | - أيمن حسين 39' |

| سوريا | 0–2                        | كوريا الجنوبية                        |
| ----- | -------------------------- | ------------------------------------- |
|       | Report (FIFA) Report (AFC) | - كيم جين سو 53' - كوون تشانغ هون 71' |

| إيران            | 1–0                        | الإمارات العربية المتحدة |
| ---------------- | -------------------------- | ------------------------ |
| - مهدي طارمي 44' | Report (FIFA) Report (AFC) |                          |

| كوريا الجنوبية | ضد                         | إيران |
| -------------- | -------------------------- | ----- |
|                | Report (FIFA) Report (AFC) |       |

| العراق | ضد                         | الإمارات العربية المتحدة |
| ------ | -------------------------- | ------------------------ |
|        | Report (FIFA) Report (AFC) |                          |

| لبنان | ضد                         | سوريا |
| ----- | -------------------------- | ----- |
|       | Report (FIFA) Report (AFC) |       |

| إيران | ضد                         | لبنان |
| ----- | -------------------------- | ----- |
|       | Report (FIFA) Report (AFC) |       |

| الإمارات العربية المتحدة | ضد                         | كوريا الجنوبية |
| ------------------------ | -------------------------- | -------------- |
|                          | Report (FIFA) Report (AFC) |                |

| سوريا | ضد                         | العراق |
| ----- | -------------------------- | ------ |
|       | Report (FIFA) Report (AFC) |        |

### المجموعة B
| م | الفريق   | لعب | ف | ت | خ | أ.له | أ.ع | أ.ف | نقاط | التأهل                           |     |     |     |     |     |     |     |
| - | -------- | --- | - | - | - | ---- | --- | --- | ---- | -------------------------------- | --- | --- | --- | --- | --- | --- | --- |
| 1 | السعودية | 10  | 7 | 2 | 1 | 12   | 6   | +6  | 23   | تأهل الى نهائيات كأس العالم 2022 |     | —   | 1–0 | 1–0 | 1–0 | 3–2 | 3–1 |
| 2 | اليابان  | 10  | 7 | 1 | 2 | 12   | 4   | +8  | 22   | تأهل الى نهائيات كأس العالم 2022 |     | 2–0 | —   | 2–1 | 0–1 | 2–0 | 1–1 |
| 3 | أستراليا | 10  | 4 | 3 | 3 | 15   | 9   | +6  | 15   | التأهل الى الملحق                |     | 0–0 | 0–2 | —   | 3–1 | 3–0 | 4–0 |
| 4 | عمان     | 10  | 4 | 2 | 4 | 11   | 10  | +1  | 14   |                                  |     | 0–1 | 0–1 | 2–2 | —   | 2–0 | 3–1 |
| 5 | الصين    | 10  | 1 | 3 | 6 | 9    | 19  | −10 | 6    |                                  | 1–1 | 0–1 | 1–1 | 1–1 | —   | 3–2 |     |
| 6 | فيتنام   | 10  | 1 | 1 | 8 | 8    | 19  | −11 | 4    |                                  | 0–1 | 0–1 | 0–1 | 0–1 | 3–1 | —   |     |

| اليابان | 0–1                        | عمان              |
| ------- | -------------------------- | ----------------- |
|         | Report (FIFA) Report (AFC) | - عصام الصبحي 88' |

| أستراليا                                     | 3–0                        | الصين |
| -------------------------------------------- | -------------------------- | ----- |
| - أوير مابيل 24' - مارتن بويل 26' - Duke 70' | Report (FIFA) Report (AFC) |       |

| السعودية                                                                 | 3–1                        | فيتنام               |
| ------------------------------------------------------------------------ | -------------------------- | -------------------- |
| - سالم الدوسري 55' (ركلة.) - ياسر الشهراني 67' - صالح الشهري 80' (ركلة.) | Report (FIFA) Report (AFC) | - نغوين كوانغ هاي 3' |

| فيتنام | 0–1                        | أستراليا          |
| ------ | -------------------------- | ----------------- |
|        | Report (FIFA) Report (AFC) | - رايان غرانت 43' |

| الصين | 0–1                        | اليابان           |
| ----- | -------------------------- | ----------------- |
|       | Report (FIFA) Report (AFC) | - يويا أوساكو 40' |

| عمان | 0–1                        | السعودية          |
| ---- | -------------------------- | ----------------- |
|      | Report (FIFA) Report (AFC) | - صالح الشهري 42' |

| السعودية            | 1–0                        | اليابان |
| ------------------- | -------------------------- | ------- |
| - فراس البريكان 71' | Report (FIFA) Report (AFC) |         |

| الصين                                  | 3–2                        | فيتنام                                 |
| -------------------------------------- | -------------------------- | -------------------------------------- |
| - Zhang Yuning ‏ 53' - وو لي 75'، 90+5' | Report (FIFA) Report (AFC) | - هو تان تاي 80' - نجوين تيان لينه 90' |

| أستراليا                                    | 3–1                        | عمان                     |
| ------------------------------------------- | -------------------------- | ------------------------ |
| - أوير مابيل 9' - مارتن بويل 49' - Duke 89' | Report (FIFA) Report (AFC) | - المنذر ربيع العلوي 28' |

| اليابان                                 | 2–1                        | أستراليا             |
| --------------------------------------- | -------------------------- | -------------------- |
| - أو تاناكا 8' - عزيز بيهيتش 85' (ه.ذ.) | Report (FIFA) Report (AFC) | - أيدين هروستيتش 70' |

| عمان                                                               | 3–1                        | فيتنام                |
| ------------------------------------------------------------------ | -------------------------- | --------------------- |
| - عصام الصبحي 45+1' - محسن الخالدي 49' - صلاح اليحيائي 63' (ركلة.) | Report (FIFA) Report (AFC) | - نجوين تيان لينه 39' |

| السعودية                                   | 3–2                        | الصين                                         |
| ------------------------------------------ | -------------------------- | --------------------------------------------- |
| - سامي النجعي 15'، 38' - فراس البريكان 72' | Report (FIFA) Report (AFC) | - ألوسيو دوس سانتوس غونسالفيس 46' - وو شي 87' |

| أستراليا | 0–0                        | السعودية |
| -------- | -------------------------- | -------- |
|          | Report (FIFA) Report (AFC) |          |

| فيتنام | 0–1                        | اليابان   |
| ------ | -------------------------- | --------- |
|        | Report (FIFA) Report (AFC) | - Ito 17' |

| الصين       | 1–1                        | عمان               |
| ----------- | -------------------------- | ------------------ |
| - وو لي 21' | Report (FIFA) Report (AFC) | - أمجد الحارثي 75' |

| الصين               | 1–1                        | أستراليا   |
| ------------------- | -------------------------- | ---------- |
| - وو لي 71' (ركلة.) | Report (FIFA) Report (AFC) | - Duke 38' |

| عمان | 0–1                        | اليابان   |
| ---- | -------------------------- | --------- |
|      | Report (FIFA) Report (AFC) | - Ito 81' |

| فيتنام | 0–1                        | السعودية          |
| ------ | -------------------------- | ----------------- |
|        | Report (FIFA) Report (AFC) | - صالح الشهري 31' |

| أستراليا                                                                   | 4–0                        | فيتنام |
| -------------------------------------------------------------------------- | -------------------------- | ------ |
| - جايمي ماكلارين 30' - توم روغيتش 45+2' - كريغ غودوين 72' - ريلي مكجري 76' | Report (FIFA) Report (AFC) |        |

| اليابان                             | 2–0                        | الصين |
| ----------------------------------- | -------------------------- | ----- |
| - يويا أوساكو 13' (ركلة.) - Ito 61' | Report (FIFA) Report (AFC) |       |

| السعودية            | 1–0                        | عمان |
| ------------------- | -------------------------- | ---- |
| - فراس البريكان 48' | Report (FIFA) Report (AFC) |      |

| اليابان                         | 2–0                        | السعودية |
| ------------------------------- | -------------------------- | -------- |
| - تاكومي مينامينو 32' - Ito 50' | Report (FIFA) Report (AFC) |          |

| فيتنام                                                  | 3–1                        | الصين            |
| ------------------------------------------------------- | -------------------------- | ---------------- |
| - هو تان تاي 9' - نجوين تيان لينه 16' - فان فان دوك 76' | Report (FIFA) Report (AFC) | - كسو كسين 90+7' |

| عمان                             | 2–2                        | أستراليا                                |
| -------------------------------- | -------------------------- | --------------------------------------- |
| - عبد الله فواز 54'، 89' (ركلة.) | Report (FIFA) Report (AFC) | - جايمي ماكلارين 15' (ركلة.) - Mooy 79' |

| أستراليا | ضد                         | اليابان |
| -------- | -------------------------- | ------- |
|          | Report (FIFA) Report (AFC) |         |

| الصين | ضد                         | السعودية |
| ----- | -------------------------- | -------- |
|       | Report (FIFA) Report (AFC) |          |

| فيتنام | ضد                         | عمان |
| ------ | -------------------------- | ---- |
|        | Report (FIFA) Report (AFC) |      |

| اليابان | ضد                         | فيتنام |
| ------- | -------------------------- | ------ |
|         | Report (FIFA) Report (AFC) |        |

| السعودية | ضد                         | أستراليا |
| -------- | -------------------------- | -------- |
|          | Report (FIFA) Report (AFC) |          |

| عمان | ضد                         | الصين |
| ---- | -------------------------- | ----- |
|      | Report (FIFA) Report (AFC) |       |

## روابط خارجية
- الموقع الرسمي

  - تصفيات - مباريات آسيا: الجولة الثالثة ، موقع FIFA.com
- كأس العالم FIFA ، the-AFC.com
- كأس العالم 2022[وصلة مكسورة] ، stats.the-AFC.com